# A magyar nép kialakulásának időszaka

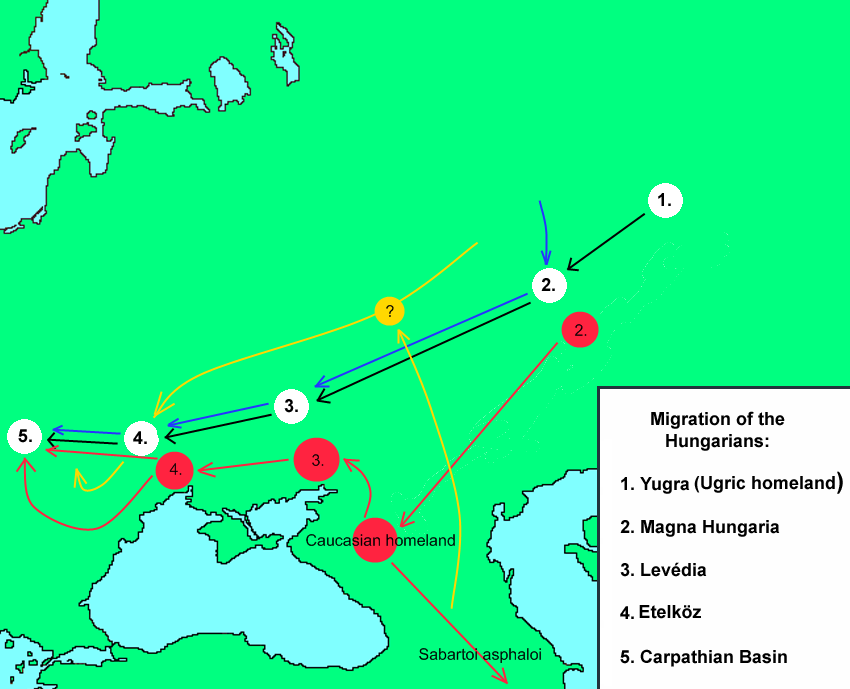
A magyar törzsek vándorlásának a legújabb kutatási eredmények által megerősített útvonalai

Ez a szócikk a magyarok történelmének ókori és kora középkori (5–10. század közötti) időszakát, a néppé válás folyamatának, az etnogenezisnek ebben a korban zajló szakaszát öleli fel. A korszak magában foglalja az Urál vidéki, levédiai és etelközi tartózkodást, valamint a honfoglalás és a kalandozások korát, Géza fejedelem uralkodásáig.

## Ókori előzmények
A finnugor őshaza elmélete szerint őseink az Ural hegység környékén, annak is főleg a keleti oldalán élhettek, egy finnugor ősnép részeként. Ez a korai finnugor közösség az elmélet szerint halászatból és vadászatból tartotta fenn magát. A finnugor népből folyamatosan vándoroltak el különböző törzsek keleti és nyugati irányba. Ez az elvándorlás valamikor az i. e. 3. évezred környékén kezdődhetett. Nagyjából az i. e. 2. évezredben a megmaradt előugor nép kapcsolatba kerülhetett más – iráni – déli népekkel, akiktől megtanulták az állattartás és a földművelés alapjait. A cserkaszkuli kultúra népében sejtik a kutatók ezt a még szét nem vált ugor közösséget, akik az andronovói kultúra iráni népével kerültek kapcsolatba. 
A finnugor őshaza elmélet szerint az előmagyarok a bronzkor végén válhatott ki az ugor népek közösségéből, és önállóan élt tovább, ekkor kezdődhetett meg az önálló magyar nyelv kialakulása. Ez valamikor az i. e. 12. század körül történhetett egy éghajlatváltozás hatására. Ekkor költöztek a magyarok a sztyeppére, iráni nyelvű környezetbe, ahol áttértek a lovas nomád életmódra. 
Az i. e. 5. században egy ismeretlen eredetű népvándorlás miatt a törzsek nyugatra költöztek. A pontos útvonal vitatott, a különféle elméletek szerint érinthette a Volga és Káma folyók, illetve az Ural hegység közötti területet (Magna Hungaria) és a Kaukázus előterét is (Kaukázusi Magyarország). Utóbbi helyen tanulhatták meg mélyebben a fémművességet is, amiről a magyar nyelv kaukázusi jövevényszavai tanúskodnak. A földművelés és állattenyésztés összetettebb formáit is ekkor sajátíthatták el a keletihez képest nedvesebb környezetben, a magyar nyelv egyes jövevényszavai alapján csuvasos típusú, ogur nyelvi környezetben. 
Az archeogenetika fejlődésével a honfoglaló magyarok eredetének kérdése további vizsgálati lehetőséget kapott. 2022 májusában Török Tibor és Neparáczki Endre archeogenetikusok mintegy harminc társukkal tanulmányt tettek közzé a Current Biology című nemzetközi szaklapban, amelyben a mitokondriális DNS genetikai vizsgálata alapján – korábbi kutatási eredményeiktől eltérően – kimutatták, hogy a honfoglaló magyarok magját képező népesség finnugor származású volt.
48 mintát vettek 19 honfoglaláskori „szállási” temetőből, illetve 65 mintát 9 köznépi temetőből. A genomot, vagyis a minták teljes örökítő információját vizsgálták, majd összevetették 2700 másik archaikus genommal.
A vizsgálat legfontosabb megállapításai a következők voltak:
- A honfoglaló magnépesség genomja a mai népek közül a baskírokhoz, valamint a szibériai és volgai tatárokhoz hasonlít leginkább.
- Ugyanez a genom 50% manysi (finnugor), 35% szarmata (indoiráni) és 15% hsziungnu (ázsiai hun) keveredéseként modellezhető.

Török Tibor (az SZTE Genetikai Tanszék és az Magyarságkutató Intézet Archeogenetikai Kutatóközpontjának munkatársa) 2023 áprilisában Szentendrén egy konferencián így ismertette eredményeiket:

„Kiderült, hogy a manysik többszörösen közelebb állnak a honfoglalókhoz, mint a többi vizsgált nép. […] A manysik ősei lehettek ősei a honfoglalóknak, fordítva viszont ez nem igaz. A nyelvészeti hipotézis tehát ül. A honfoglaló magyarok magnépessége finnugor származású volt. Gyakorlatilag igazoltuk genetikailag a finnugor elméletet.”

– Török Tibor előadása

A genetikai vizsgálatok alátámasztják, hogy a magyarok a honfoglalás előtt az Urál és az Azovi-tenger közötti sztyeppe-erdő övezetben keveredtek az iráni nyelvű korai szarmatákkal, amit a magyar nyelvben található iráni kölcsönszavak is bizonyítanak.

### Ősmagyarok az Urál keleti oldalán
A 2010-es években Ujelgi környékén magyar expedíciók által feltárt temetőben három temetkezési horizont található, amelyek a 9., 9–10. és a 10–11. századoknak felelnek meg. Az három réteg mintái között genetikai folytonosság van. A filogenetikai és populációgenetikai analízis az Urál két oldalához és a Kárpát-medencéhez, azaz a modern hanti, manysi, a honfoglaló magyar mintákhoz, valamint a Volga–Urál vidékének baskírjaihoz és tatárjaihoz fűződő genetikai kapcsolatokat tárt fel.

## A korai magyar fejedelemség

### Levédia
A korábbi kutatások szerint a magyarok a 670-es években, a Kuvrat-féle onogur-bolgár birodalom felbomlása után költöztek Etelközbe, miután a kazárok valószínűleg magyar segítséggel megdöntötték Kuvrat egymással vetélkedő fiainak hatalmát. A magyar őstörténet későbbi hagyománya szerint első fejedelmünk Levedi volt, akinek a szállásterülete volt Levédia Etelközön belül, de a magyarok rögtön egész Etelközt birtokba vették.
A 2010-es években feltárt Ujelgi temető, a Szubbotyici-horizont lelőhelyeinek feltárása és más kutatások nyomán az az elmélet vált elfogadottabbá, hogy magyarok ősei mindössze 60–120 év alatt vándorolhattak az Urál vidékétől a Kárpát-medencéig. Eszerint az ősmagyarok egy része az Urál keleti oldalán elterülő sztyeppéről a 8–9. század fordulóján költözött a szamarai Volga-vidékre. Ez a terület azonosítható Levédia területével az utóbbi évek régészeti kutatásai alapján.

### Etelköz
A 7–9. század között a Don és Szeret folyók között (a mai Ukrajna déli része, valamint Moldva területe), az úgynevezett Etelközben („Folyóköz”) lett a magyar törzsszövetség új szállásterülete. A magyar törzsek először a Kazár Birodalom szövetségesei voltak, majd független birodalmat hoztak létre, ahol államalkotó népként uralkodtak más népcsoportok felett.
A Kazár Birodalom, amelynek e korszak kezdetén a magyarok is az érdekszférájához tartoztak, a 8. században alakult ki. A kazár uralkodó, a kagán és a magyar törzsek között hosszútávú kapcsolat alakult ki, amely néha baráti volt, néha ellenséges. Volt példa rá, hogy a kazárok téglaerődítményt emeltek a magyar törzsek elleni védekezés céljából. A kazárok sok szempontból mintát jelentettek a magyarok számára. A legnagyobb jelentőséggel hatalmi berendezkedésüknek, a kettős fejedelemségnek az átvétele bírt.
A magyarokat a kazárok egyébként türköknek nevezték. Ez az elnevezés szerepel Bíborbanszületett Konstantin, bizánci császár elbeszéléseiben is. A birodalom kormányzásáról című művében ő nevezte Etelköznek a magyarok lakhelyét. Etelköz pontos földrajzi meghatározása nem egyértelmű, törzsterülete valahol a Dnyeper–Dnyeszter–Prut folyók környékén lehetett.
A magyarokhoz más népek is csatlakoztak, akik később teljesen magyarrá lettek. Ilyenek voltak az eszkilek, akik talán a székelyek ősei lehettek, de a berszilek és a kabarok is ekkor érkeztek. A kabarok érkezése azért is volt fontos, mert ők a Kazár Birodalom ellen lázadtak fel, majd csatát vesztettek, és végül a magyaroknál kerestek menedéket. Ez azt mutatja, hogy a magyarok legalább olyan erősek lehettek ekkoriban katonailag, mint a kazárok. Fő fegyverük az íj volt.
A törzsek életének gazdasági alapját az állatállomány jelentette, ugyanakkor ki voltak szolgáltatva a sztyeppéknek, ezért a földművelés jelentősége egyre nagyobb lett. Felszerelésük és szállásaik is a gyors költözködés követelményeihez alkalmazkodott. Ekkor terjedhettek el a cserépfazekak és edények is. A földművelés fokozatos erősödésére utal az is, hogy számos földműveléssel kapcsolatos szavunk van, melyeket ebben a korban vettek át őseink a környező népektől (búza, árpa, tarló, eke, sarló, gyümölcs, alma, bor, seprő, komló, kender, borsó, ökör, bika, tinó, ól, karám). „Különösen disznó és tyúk szavunk bizonyság erre, hiszen a nomádok állandó mozgását sertés és baromfi nem tudná elviselni.”
A 9. századi arab források az etelközi magyarok fejlett állami életéről számolnak be.[forrás?]

## A honfoglalás kora
A zsákmányszerzés érdekében a rokon törzsek hajlandóak voltak más népekkel szövetségre lépni, és részt venni azok egymás ellen folytatott csatájában is. A 850-es évektől kezdve kezdtek el a két tömény (egy tömény tízezer harcos) harcosai nyugatra járni portyázni, a nyugati népek is ekkor ismerték meg a magyarokat. Jó harcosok lévén több európai uralkodó is gyakran meghívta a magyarokat csapataik erősítésére, és hírük egész Európát bejárta. (Így például a német krónikák is beszámolnak róluk.) Fegyelmezett hadszervezetük, újszerű harcmodoruk, mellyel csapdába csalták az ellenséget, lovaglásban és íjkezelésben megmutatkozó tehetségük félelmetes ellenféllé tette őket. Az európai háborúk során gyakran jártak a Kárpát-medencében, Attila volt országában, és ismerték a terület előnyeit.
Az éghajlat történeti kutatások szerint a 4. század és a 13. század a kelet-európai sztyeppén az időjárás nedvesebb volt, de ezt a 9. században és 10. században egy szárazabb időszak váltotta fel. Ez indította el a népvándorlás újabb hullámát, aminek részei voltak a magyar kalandozások, a besenyő támadások, de nem okai, ahogy korábban gondolták. A Kárpát-medence ebben az időszakban is nedvesebb volt, mint a kelet-európai sztyeppe, ezért választották a magyarok az idevándorlást, ahol tovább folytathatták megszokott életmódjukat. Az ekkor már nem nomád, hanem félnomád életmódjukra a Kazár Birodalomban tértek át – mielőtt még Etelközbe vándoroltak volna a legújabb kutatások szerint a 670-es években –, aminek része volt például a belterjes marhatartás. A hét törzset tömörítő magyar törzsszövetség fejedelmeinek Álmost majd őt követően Árpádot, a Megyer (Magyar) törzs vezetőit választották, a társfejedelem Kurszán volt ekkor. A magyar törzsekhez csatlakozott a szomszédos kabarok három törzse is. A kabarokkal együtt tehát legalább tíz törzsből álltak.

### A honfoglalás

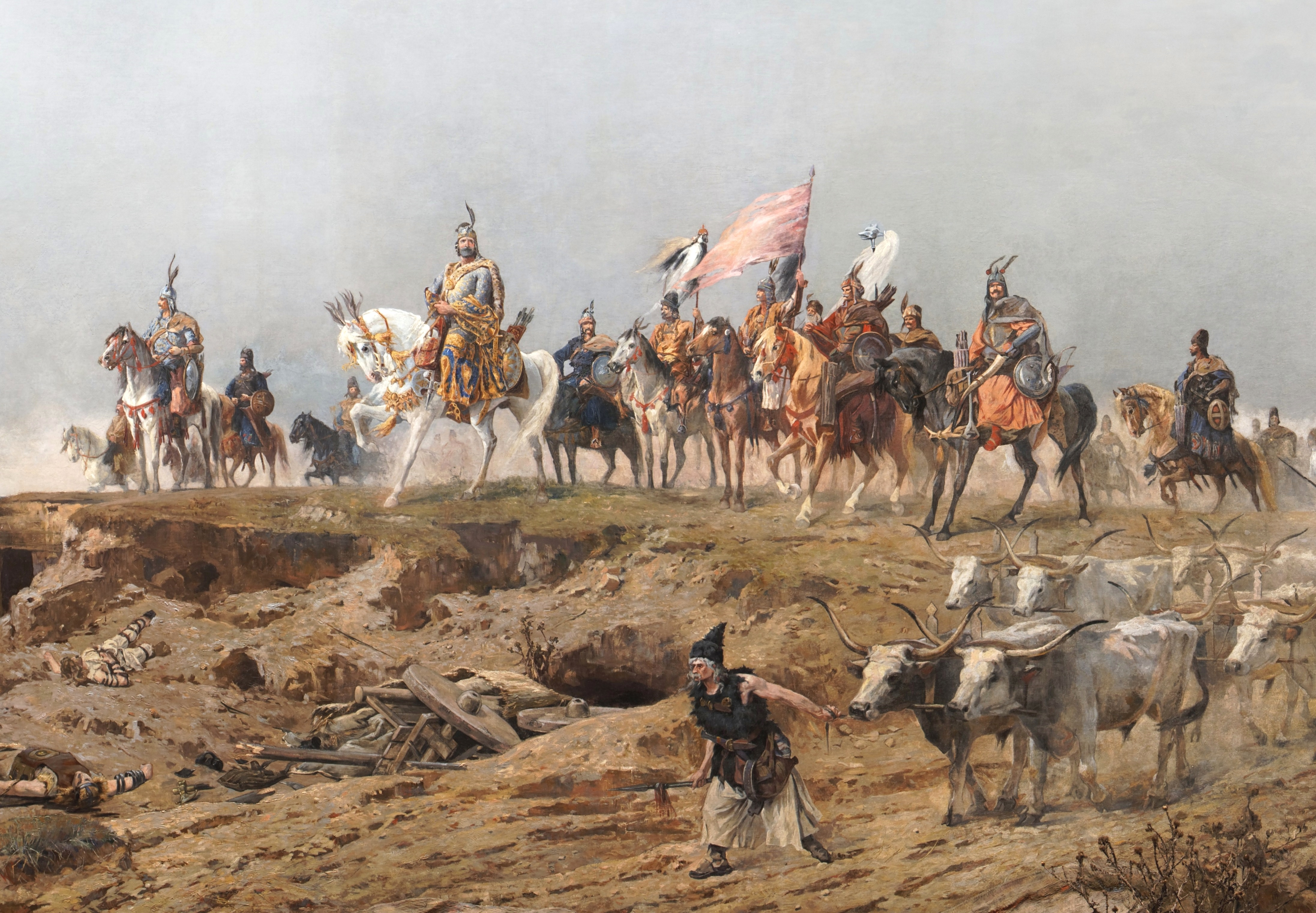
A honfoglaló vezérek a Vereckei-hágónál. (A Feszty-körkép részlete.)

A magyarok 895–900 között foglalták el mai hazájukat.
Egyes szakvélemények szerint a honfoglalást egy különösen pusztító besenyő támadás után döntötték el végleg. A magyar seregek egy katonai szövetség keretében hatoltak be a Kárpát-medencébe; 894-ben Bölcs Leó bizánci császár szövetségeseként a bolgárok ellen szálltak harcba. Az előhadak szövetséget kötöttek Szvatopluk morva fejedelemmel a frankok ellen, akiket a mai Dunántúl területén le is győztek, majd a Felső-Tisza vidékére vonultak, hogy megvárják az Árpád vezette fősereget. Ekkor, kihasználva a főhadak távollétét, az Etelközben hátramaradt utóvédet és a népet a besenyők megtámadták, feldúlva szálláshelyeiket. Ez a pusztítás arra kényszerítette a törzseket, hogy Etelközt elhagyja és egyetlen nagy hullámban a biztonságosabbnak ítélt Kárpát-medencébe vonuljon.
Más vélemények szerint a honfoglalás csak egy hosszabb ideig tartó és jól megtervezett áttelepülés lehetett. (Az ökrös szekerek és a nyájak sebességét alapul véve ez napjainkban is komoly logisztikai próbatétel lenne.)
895-ben tehát az etelközi magyarok jó része (a becslések szerint 200-500 ezer ember) a Kárpát-medencébe költözött. A magyarok másik része a déli irányba vándorlást választotta, a Kuma folyótól délre, a nyári legelők kaukázusi vidékét. (Lásd: Kummagyaria)

### A Kárpát-medencei magyar fejedelemség
A helyi fejedelmekkel szövetségre léptek vagy harcban legyőzték őket, és elég gyorsan birtokba vették az egész területet. A következő néhány nemzedék alatt a honfoglalók és az őslakók összeolvadtak. Az előbbiekből lettek (a későbbi feudális államrend kialakulásával) a szabadok, a későbbi nemesség, az utóbbiakból pedig jellemzően a szolgák, a későbbi jobbágyság.
A honfoglalást követően a magyarok törzsszövetségben éltek, kettős irányítás alatt, főfejedelmük a kende vagy kündü, mellette a kormányzás legfőbb gondja, a hadak irányítása a másik fejedelemre, a gyulára hárult. A törzsek emlékét falvaink, településeink nevei is megőrizték. A honfoglalás kori népesség társadalmilag tagolt volt, a következő csoportok alkották: előkelők, középréteg, köznép, szolgák. A szolgák közé tartozhattak a honfoglalás során meghódított területek lakosai és a portyázások hadifoglyai. A törzsek a honfoglalás első szakaszában a Duna–Garam vonaláig nyomultak előre, ezt követte a Dunántúl birtokbavétele. Elsősorban a sík területeket keresték, választásaikat védelmi szempontok határozták meg.
A következő évtizedekben a magyarok életmódja kezdett megváltozni. A letelepedés kényszerének feszültségét zsákmányszerző hadjáratokon, az úgynevezett kalandozásokon keresztül próbálták levezetni.

### A kalandozó hadjáratok
A magyarok keleti irányban a védekezésre figyeltek, ugyanakkor nyugati irányban ők maguk indítottak támadásokat.
A magyar külpolitikát ezek a hadjáratok határozták meg. A kalandozó hadjáratok motivációja és célja ma is vita tárgyát képezi, a jelenleg legelfogadottabb elmélet szerint a zsákmányszerzés volt a fő cél. Olyan árukat kerestek, melyeket ők maguk nem tudtak előállítani.
A keleti frank király IV. (Gyermek) Lajos az első évtized kalandozásait megelégelve Kurszán társfejedelmet egy a Fischa mentén rendezett találkozó alkalmával kíséretével együtt megölette (904 nyarán), majd megelőző csapásként egy kb. 100 000 fős sereggel Pozsonyig nyomult. A pozsonyi csatában Árpád fejedelem és fiai megsemmisítő győzelmet arattak a német hadak felett. Évtizedekre szabaddá vált az út nyugatra a portyázók előtt. Több mint nyolcvan ilyen hadjáratot vezettek Nyugat-Európa és Dél-Európa valamennyi országába. Itáliába, a német és francia fejedelemségekbe, de még a messzi Spanyolországba is eljutottak.
A hadjáratok sikerének több oka is volt: az európai országokat gyengítő feudális anarchia és belső háborúskodások, valamint a meglepetésszerű támadások, a Nyugat-Európában szokatlan nomád lovas harcmodor. Az akkori európai seregek fő erejét a nehézlovasság adta, akikkel szemben a magyar könnyűlovasok mozgékonyak voltak, így sikeresen harcolhattak ellenük.
Az erőviszonyok azonban a magyarok ellen dolgoztak, csak idő kérdése volt, mikor egyesülnek a nyugati országok ellenük. Az első vereséget Merseburgnál mérték rájuk, ami megtörte a legyőzhetetlenségükbe vetett hitet. A nyugati kalandozások lezárását végül 955-ben, az augsburgi csatában elszenvedett vereség okozta. A három napos harcban a magyarok három vezérét (Bulcsú, Lél, Súr) foglyul ejtették, majd felakasztották. A vereség nagy változást idézett elő, leváltották Fajsz vezért, helyébe Taksonyt emelték. Ő megváltoztatta a korábbi taktikát, nyugati irányban a védekezést választotta és keleti irányba vezetett támadásokat.
Az utolsó Bizánc elleni hadjáratra 970-ben került sor, az oroszokkal, a bolgárokkal és a besenyőkkel szövetségben. A szövetséges erők súlyos vereséget szenvedtek.
A súlyos augsburgi, majd bizánci vereség a korábbi stratégia átgondolására kényszerítette a magyar vezetőket. Taksony fia, Géza fejedelem ekkor ismerte fel, hogy véget kell vetni a kalandozásoknak, mert a magyarokat megsemmisítik a náluk erősebb hatalmak. A fejedelemség a bizánci és a német császárság ütközőpontjába került, ugyanakkor belső problémák is voltak, emiatt sürgetővé vált az államszervezet felállítása.